# STS-39
STS-39 (englisch Space Transportation System) ist eine Missionsbezeichnung für das US-amerikanische Space Shuttle Discovery (OV-103) der NASA. Der Start erfolgte am 28. April 1991. Es war die 40. Space-Shuttle-Mission und der zwölfte Flug der Raumfähre Discovery.

## Mannschaft
- Michael Coats (3. Raumflug), Kommandant
- Blaine Hammond (1. Raumflug), Pilot
- Guion Bluford (3. Raumflug), Missionsspezialist
- Gregory Harbaugh (1. Raumflug), Missionsspezialist
- Richard Hieb (1. Raumflug), Missionsspezialist
- Donald McMonagle (1. Raumflug), Missionsspezialist
- Charles Veach (1. Raumflug), Missionsspezialist

## Missionsüberblick
Der Start war ursprünglich für 9. März geplant. Drei Wochen vorher, nur wenige Tage nachdem die Discovery zur Startrampe gerollt war, entdeckten Arbeiter an den Scharnierklappen, wo die Treibstoffleitungen des Außentanks in den Orbiter münden, feine Risse. Daher wurde entschieden, das Shuttle zurück in die Konstruktionshalle zu bringen. Die Verbindungen wurden durch jene des Shuttles Columbia ersetzt und verstärkt. Am 1. April kam das Shuttle zurück auf die Startrampe, der Start wurde für 23. April festgelegt. Während des Auftankens des Haupttanks zeigte ein Sensor jedoch ungewöhnliche Werte an. Der Sensor und seine Verkabelung wurden ersetzt und getestet. Der Starttermin wurde auf 28. April verschoben. Das Startgewicht betrug 112.207 kg.
Die Mission wurde für das US-Verteidigungsministerium durchgeführt. Die veröffentlichte Nutzlast enthielt unter anderem: Air Force Program 675 (AFP675), Infrared Background Signature Survey (IBSS) mit Critical Ionization Velocity (CIV), Chemical Release Observation (CRO) und Shuttle Pallet Satellite-II (SPAS-II) Experimente sowie Space Test Payload-1 (STP-1). Die als geheim eingestufte Nutzlast enthielt einen Multi-Purpose Release Canister (MPEC). Weiter waren an Bord: Radiation Monitoring Equipment III (RME III) und Cloud Logic to Optimize Use of Defense Systems-IA (CLOUDS-I).
STS-39 war die erste nicht-geheime Shuttle Mission des Verteidigungsministeriums (Department of Defense; DoD). Es gab davor schon mehrere Shuttle-Flüge für das DoD, diese waren aber geheim gewesen, es wurden keine Informationen über die Nutzlast, den Zweck oder Erfolg der Mission und ihrer Experimente veröffentlicht. Bei dieser Mission wurde lediglich das MPEC-Experiment als geheim eingestuft.

### STS-39 untersucht das südliche Polarlicht
Die Mannschaft wurde in zwei Teams eingeteilt, um rund um die Uhr arbeiten zu können. Neben anderen Aktivitäten wurde die Atmosphäre untersucht sowie Experimente mit den Triebwerken durchgeführt. Als Teil dieser Experimente wurden fünf kleinere Satelliten ausgesetzt, von denen einer wieder eingefangen wurde.
Der Remote Manipulator System arm in der Nutzlast-Bucht des Shuttles wurde genutzt um den Shuttle Pallet Satellite-II (SPAS-II) auszusetzen; auf diesem war ein IBSS-Modul montiert. Dieser Satellit untersuchte unter anderem die Discovery bei Flugmanövern wie dem Malarkey Milkshake. Die Entsendung des IBSS wurde einen Tag verschoben, auf den vierten Flugtag, da der Abschluss des CIRRIS (Cryogenic Infrared Radiance Instrumentation for Shuttle) Experimentes abgewartet wurde. Dieses Experiment beobachtete Polarlichter und ähnliche atmosphärische Erscheinungen, verbrauchte seinen Vorrat an flüssigem Helium aber schneller als erwartet.
Wie üblich musste die Crew auch unerwartete Aufgaben bewältigen. Zwei Bandlaufwerke gaben nach vier Stunden Einsatz ihren Dienst auf und konnten nicht repariert werden. Sie hatten die Aufgabe, die Beobachtungen der Instrumente des AFP-675 Experimentes aufzuzeichnen. In zweistündiger Arbeit mussten die Astronauten Kabel neu verlegen und eine Ku-Band Antenne improvisieren, um die Daten direkt an die Bodenstation übertragen zu können.
Die hohe orbitale Bahnneigung von 57 Grad zum Äquator erlaubte es, weite Teile der Landmasse zu überfliegen und zu untersuchen. So wurden Umwelt-Ressourcen aufgezeichnet und Problemzonen dokumentiert.
Die Landung erfolgte am 6. Mai um 14:55:35 im Kennedy Space Center, Florida. Die Ausrolldistanz betrug 9.235 Fuß, die Ausrollzeit 56 Sekunden. Die Landung wurde nach Florida verlegt, da auf der eigentlich geplanten Landestätte in Kalifornien (Edwards AFB) zu windiges Wetter vorherrschte. Das Landegewicht betrug 95.940 kg.